# Babino (Czarnogóra)
Babino (cyr. Бабино) – wieś w Czarnogórze, w gminie Berane. W 2011 roku liczyła 413 mieszkańców.